# 紫苑草
《紫苑草》（英語：Ironweed）是美國電影，海克特·巴班克（Héctor Babenco）執導。原著為威廉·肯尼迪的同名小說《紫苑草》。